# Håndgang
Håndgang eller at gå på hænder er en usædvanlig form for menneskelig bevægelse, hvor en person flytter sig i en vertikal omvendt position, dvs. med hovedet nedad og al vægt båret af hænderne.
Den kan udføres med benene udstrakt eller bøjede eller i split enten sidelæns eller fremad-bagud. Håndgang udføres som en del af forskellige atletiske aktiviteter som acrodance og akrobatisk optræden i cirkus.

## Evner og teknik
Håndgang er en evne, som er forbundet med evnen til at lave håndstand, hvilket igen stiller krav om tilstrækkelig styrke i skuldrenes og armenes deltoid- og tricepsmuskler, foruden en udviklet evne til at balancere og en tilstrækkelig rumlig sans. Eftersom kroppen vender på hovedet ved håndgang, er blodtrykket i hjernen forhøjet under denne aktivitet.
Som med andre fysiske evner er det nødvendigt at træne håndgang for at blive sikker og udvikle den nødvendige udholdenhed. Håndstand og håndgang læres ofte samtidig, fordi håndgang kan bruges til at hjælpe med at holde balancen i en håndstand, indtil en stabil stilling er blevet indarbejdet. En anden måde at opretholde balancen på er at variere ryggens bøjning.

## Dyrs håndgang
Nogle firbenede dyr er i stand til at gå på to ben på deres forlemmer og således udføre "håndgang" i en antropomorfistisk betydning. For ekssempel kan det plettede stinkdyr rejse sig på sine forlemmer, så dets analkirtler, der er i stand til at udsprøje en ubehagelig lugt, bliver rettet mod en angriber. Hunde kan optrænes til at gå på forpoterne.